# Mario Stanić
Mario Stanić (Szarajevó, 1972. április 10. –) boszniai születésű horvát válogatott labdarúgó.

## Pályafutása

### Klubcsapatokban
Pályafutását a Željezničar utánpótláscsapataiban kezdte. Az egykori Jugoszlávia egyik legtehetségesebb játékosa volt. 1992-ben Horvátországba a Croatia Zagrebhez iagzolt. Egy szezon után a spanyol Sporting Gijón, majd újabb egy szezont követően a portugál Benfica szerződtette. 1995-ben Belgiumba igazolt a Club Brugge együttesébe és még az idény végén belga gólkirályi címet szerzett 20 góllal. Itt szintén csak egy szezont töltött és 1996-ban került a Parmahoz, ahol négy egymást követő idényt húzott le. 2000 júniusában a Chelsea igazolta le. Első mérkőzését A londoni kékek színeiben 2000 augusztusában, egy West Ham United ellen 4–2 arányban megnyert mérkőzésen mutatkozott be. Ezen a mérkőzésen 2 gólt is szerzett, az egyiket 35 méteres távolságból. Mint később kiderült a BBC Match of the day műsorána által a szezon góljának választották. Négy bajnoki idény után 2004-ben távozott és a pályafutását is befejezte.

### Válogatottban
A horvát válogatottban 1995 szeptemberében mutatkozott be egy Észtország elleni Európa-bajnoki selejtezőn.
A nemzeti csapat tagjaként részt vett az 1996-os Európa-bajnokságon és az 1998-as labdarúgó-világbajnokságon, ahol a bronzérmet jelentő harmadik helyet szerezték meg illetve a 2002-es világbajnokságon. 1995 és 2003 között összesen 49 alkalommal lépett pályára és 7 gólt szerzett.

#### Válogatottban szerzett góljai
| Gól | Dátum               | Helyszín             | Ellenfél      | Eredmény | Végeredmény | Kiírás               |
| --- | ------------------- | -------------------- | ------------- | -------- | ----------- | -------------------- |
| 1   | 1996. április 10.   | Gradski vrt, Eszék   | Magyarország  | 4 – 1    | 4 – 1       | Barátságos           |
| 2–3 | 1998. április 22.   | Gradski vrt, Eszék   | Lengyelország | 2 – 0    | 4 – 1       | Barátságos           |
| 2–3 | 1998. április 22.   | Gradski vrt, Eszék   | Lengyelország | 3 – 0    | 4 – 1       | Barátságos           |
| 4   | 1998. június 14.    | Félix-Bollaert, Lens | Jamaica       | 1 – 0    | 3 – 1       | 1998-as vb           |
| 5   | 1999. augusztus 21. | Maksimir, Zágráb     | Málta         | 1 – 0    | 2 – 1       | 2000-es Eb selejtező |
| 6   | 1999. október 9.    | Maksimir, Zágráb     | Jugoszlávia   | 2 – 2    | 2 – 2       | 2000-es Eb selejtező |
| 7   | 2000. április 26.   | Ernst Happel, Bécs   | Ausztria      | 2 – 1    | 2 – 1       | Barátságos           |

## Sikerei, díjai
Club Brugge
- Belga bajnok (1): 1995–96
- Belga kupagyőztes (1): 1996

Parma
- Olasz kupagyőztes (1): 1999
- Olasz szuperkupagyőztes (1): 1999
- UEFA-kupa (1): 1999

Chelsea
- Angol szuperkupagyőztes (1): 2000

## Külső hivatkozások
- Mario Stanić Archiválva 2012. november 7-i dátummal a Wayback Machine-ben – a FIFA.com honlapján
- Mario Stanić – a National-football-teams.com honlapján